# 大多伦多机场管理局
大多伦多机场管理局（英語：Greater Toronto Airports Authority，GTAA是一家位于加拿大安大略省密西沙加市的多伦多皮尔逊国际机场的非营利私有企业，主要业务为机场管理及服务。
该公司拥有加拿大最大机场及北美最繁忙机场之一的多伦多皮尔逊国际机场的运营权，其2015年的客流量达4100万人次。大多伦多机场管理局在1998年至2008年间投入$44亿元加币用于皮尔逊机场的翻新及扩建以应对未来客流的增加。